# 演藝進修學院
演藝進修學院（英語：Extension and Continuing Education for Life），前身為香港演藝學院的持續及延展教育課程組，成立於2001年，開設有全日制音樂劇課程，並不少兼讀課程供公眾參加。現任總經理為Josephine Yim。
演藝進修學院並無獨立校舍，活動大多於香港演藝學院校舍進行，部份課程則於薄扶林伯大尼堂舉行。
於暑假期間舉行的《暑假音樂劇大搞作》，是該學院的年度重頭製作。

## 著名導師
- 王廷琳（舞蹈）
- Howard Paley（戲劇）
- 鄭錦富（編劇）

## 外部連結
- 演藝進修學院 （页面存档备份，存于）